# Щербатов, Александр Петрович
Князь Алекса́ндр Петро́вич Щерба́тов (1836 — 5 января 1906) — русский военный деятель и историк, генерал от инфантерии. Автор фундаментального многотомного труда «Генерал-фельдмаршал князь Паскевич: его жизнь и деятельность», изданного в 1888—1904 годах.
Родился в княжеском роду Щербатовых, его дедом был генерал-адъютант князь А. Ф. Щербатов.

## Биография
В службу вступил в лейб-гвардии Преображенский полк (1852),  произведён в прапорщики (1854), подпоручик (1855). Участник Крымской войны. Произведён в поручики (1856),  штабс-капитан (1861). После окончания Николаевской академии Генерального штаба по 1-му разряду произведён капитаны ГШ (1862). Произведён в подполковники с назначением начальником штаба 1-й кавалерийской дивизии (1863). Полковник (1864). Начальник штаба 6-й пехотной дивизии (с 1865).
Назначен Калишским губернатором (1868). Произведён в генерал-майоры (1875). Командир 2-й бригады 1-й гренадёрской дивизии (с 1877). Участник Русско-турецкой войны, состоял в распоряжении главнокомандующего Кавказской армией великого князя Николая Николаевича (с 1877). Награждён Золотым оружием «За храбрость» с бриллиантовыми украшениями «за отличие в делах против неприятеля» (1878).
Состоял в распоряжении войск гвардии  Петербургского военного округа (с 1879), в распоряжении начальника Главного штаба Российской империи (с 1886). Произведён в генерал-лейтенанты с назначением начальником 26-й пехотной дивизии (1888). Назначен командиром 2-го армейского корпуса. Произведён в генералы от инфантерии (1899).

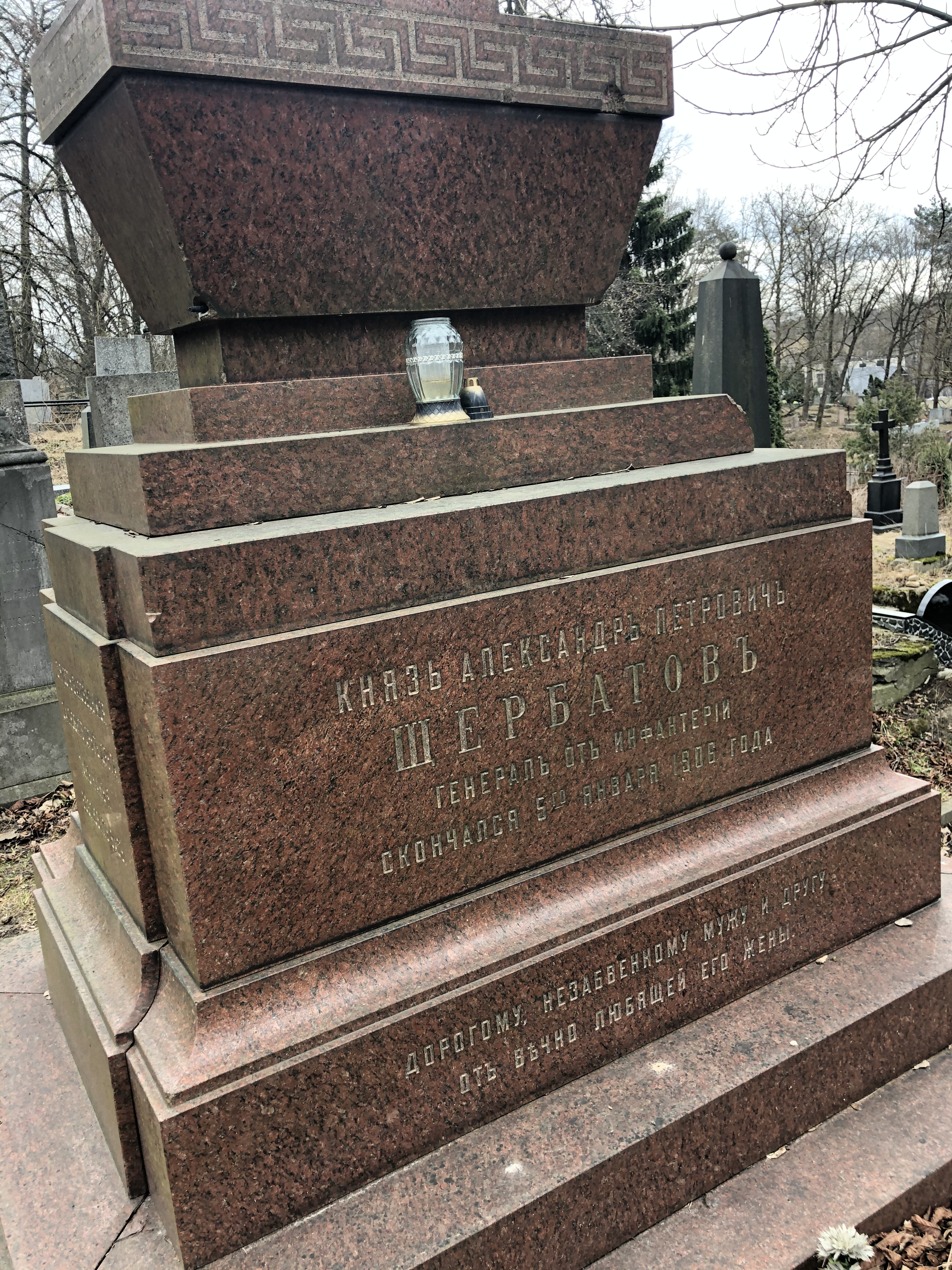
Памятник на могиле А.П.Щербатова, Вильнюс, Ефросиньевское кладбище.

Скончался 5 января 1906 г., похоронен в Вильнюсе, на Евфросиньевском кладбище.
Женат на Марии Николаевне урождённой Деревицкой († 1902) — похоронена в С-Петербурге в Воскресенском монастыре. По родословной росписи показан бездетным.

## Награды
- Орден Святого Станислава 3-й степени (1856).
- Орден Святой Анны 3-й степени  (1858).
- Орден Святого Владимира 3-й степени (1871).
- Орден Святого Станислава 1-й степени с мечами (1877).
- Золотое оружие «За храбрость» с бриллиантовыми украшениями (1878).
- Орден Святой Анны 1-й степени с мечами (1879).
- Орден Святого Владимира 2-й степени  (1891).
- Орден Белого орла  (1894).
- Орден Святого Александра Невского  (ВП 6.12.1902).